# Klein’s Show Bar
Klein’s Show Bar (auch Klein’s Showbar) war ein Jazzclub in Detroit der 1950er-Jahre.
Die seit den frühen 1950er-Jahren von George Klein betriebene Klein’s Show Bar in  8540 12th Street (nach 1967 Rosa Parks Boulevard) der West Side Detroits gehörte nach Ansicht von Bjorn und Gallert mit dem Blue Bird Inn zu den bekannten Spielstätten des Modern Jazz in Detroit. Die historisch jüdische Neighborhood der 12th Street war in den 1950ern durch den Zuzug vor allem schwarzer Bevölkerung stark afroamerikanisch geprägt.
Yusef Lateef leitete die Hausband. Dort traten u. a. Art Blakey, Kenny Burrell, Donald Byrd, Alice Coltrane, Tommy Flanagan, Chico Hamilton, Eric Dolphy, Frank Isola, Milt Jackson und Frank Rosolino (1954) auf. 1959 verkaufte Klein den Club an Al Mendelson, der sich dann Club 12 Show Bar nannte; dort traten dann noch Miles Davis/John Coltrane, Thelonious Monk und Sonny Stitt auf. Nach Ansicht von Yusef Lateef, der dem Club seine Komposition Yusef Lateef's 8540 12th Street widmete, war Klein's Show Bar „ein Ort, an dem sich eine Reihe von Musikern und Musikliebhabern versammelte, um die neuesten Entwicklungen in Politik und Kultur zu diskutieren“.

## Weiterführende Literatur
- Lars Bjorn und Jim Gallert: Before Motown – A History of Detroit Jazz 1920-1960.  University of Michigan Press, 2001.